# Hulodes angulata
Hulodes angulata är en fjärilsart som beskrevs av Louis Beethoven Prout 1928. Hulodes angulata ingår i släktet Hulodes och familjen nattflyn. Inga underarter finns listade i Catalogue of Life.